# مايكل سميث (سياسي)
مايكل سميث (بالإنجليزية: Michael Smith)‏ (و. 1940 – م) هو سياسي، وفلاح، من جمهورية أيرلندا.

## مناصب
تولى منصب نائب دييل (1 فبراير 1987–1 مايو 2007)، وعضو مجلس الشيوخ من أيرلندا.